# George Ryan (homme politique, 1934)
Pour les articles homonymes, voir George Ryan (homme politique, 1806-1876) et Ryan.
George Homer Ryan, né le 24 février 1934 à Maquoketa (Iowa) et mort le 2 mai 2025 à Kankakee (Illinois), est un homme politique américain, membre du Parti républicain et gouverneur de l'Illinois de 1999 à 2003. Incarcéré le 7 novembre 2007 pour corruption, il est libéré de prison fédérale le 3 juillet 2013.

## Biographie
Issu d'une famille de pharmacien, George Ryan ne connaît aucune défaite électorale durant sa vie politique qu'il commence à la Chambre des représentants de l'Illinois, de laquelle il est brièvement président de 1981 à 1983. Il est ensuite pour deux mandats lieutenant-gouverneur entre 1983 et 1991, puis secrétaire d'État de 1991 à 1999 et enfin gouverneur jusqu'en 2003.
Il est élu gouverneur de l'Illinois en 1998 avec 51 % des suffrages contre 47 % au démocrate Glenn Poshard.
Son mandat de gouverneur est caractérisé par son revirement soudain en fin de mandat sur la peine de mort. Après avoir soutenu un moratoire sur l'application de la peine de mort dans l'État en décembre 2000, c'est au dernier jour de son mandat le 11 janvier 2003 qu'il commute les 167 condamnations à morts prononcées dans l'Illinois en prison à perpétuité. 
Son mandat est aussi marqué par de graves scandales politiques incluant des enquêtes judiciaires contre lui pour fraudes et corruption de l'époque où il est secrétaire d'État de l'Illinois. Le scandale est tel qu'il doit renoncer à solliciter un second mandat. Son impopularité rejaillit alors sur le candidat républicain à sa succession battu par le démocrate Rod Blagojevich en novembre 2002, mettant un terme à 25 années de domination républicaine sur l'État de l'Illinois.
En décembre 2003, George Ryan est inculpé de 18 charges fédérales dont rackett, conspiration et fraude. Le procès commence en septembre 2005. 
Reconnu coupable de l'ensemble des charges qui pesaient contre lui, il est condamné le 6 septembre 2006 à une peine de 6 ans et demi de prison. Il fait alors appel du jugement ce qui lui permet d'éviter une mise en détention. Le 25 octobre 2007, il est débouté par la Cour d'appel. Le 7 novembre 2007, il est incarcéré à la prison fédérale de Oxford dans le Wisconsin où il doit purger une peine de 6 ans et demi de prison. En février 2008, il est transféré à la prison de sécurité médium de Terre Haute, dans l'Indiana après qu'Oxford ait modifié son niveau d'assistance médicale et arrêté d'héberger des prisonniers de plus de 70 ans.
George Ryan est décédé à son domicile de Kankakee le 2 mai 2025, à l'âge de 91 ans.